# Wendingen
Wendingen (w skrócie "W") – miesięcznik o architekturze i sztukach dekoracyjnych. Wydawany był w latach od 1918–1932 w Amsterdamie. Redaktorem naczelnym był Wijdeveld. 
Główną tematyką pisma była awangarda. "W" publikował teksty monograficzne poświęcone wybitnym artystom m.in. E. Grayowi czy F.L Wrightowi.
Cechy charakterystyczne:
- szata graficzna - wpływy z Art Nouveau,
- geometryczna dokładność,
- kwadratowy format,
- broszurowane na wzór japoński (przy użyciu sznurka z rafii),
- nietypowe okładki.

"W" miał wpływ na rozwój edytorstwa i typografii w Holandii.

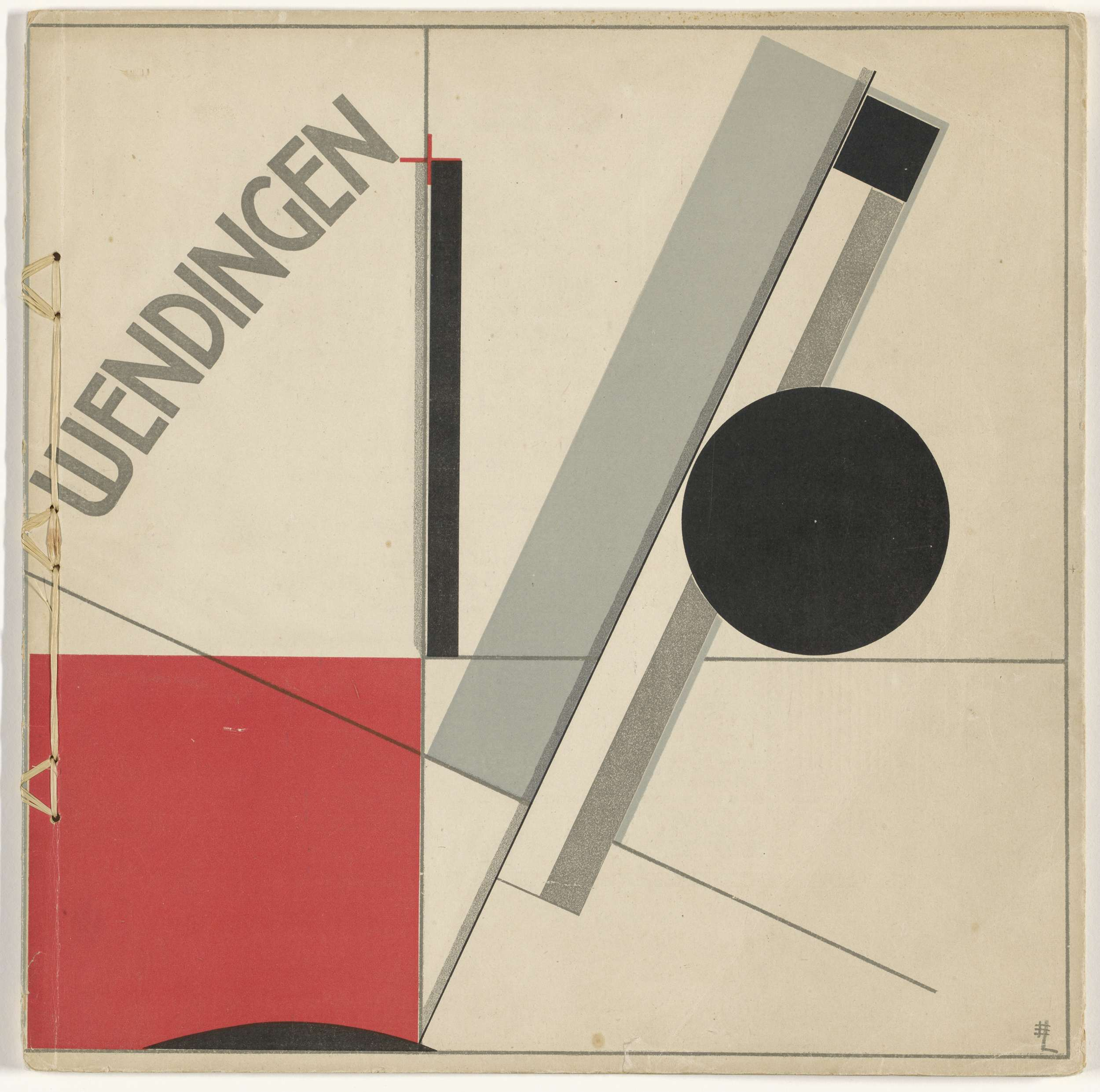
El Lissitzky (1921)
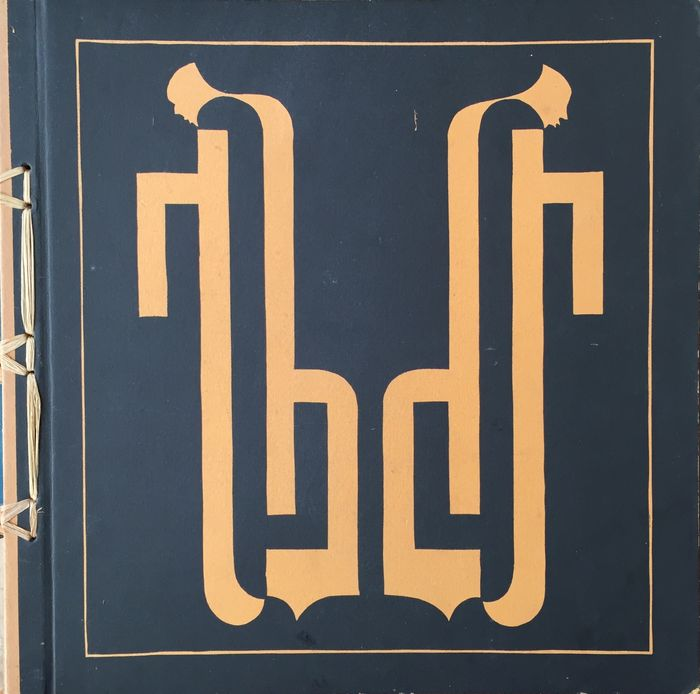
C.A. Lion Cachet (1921)
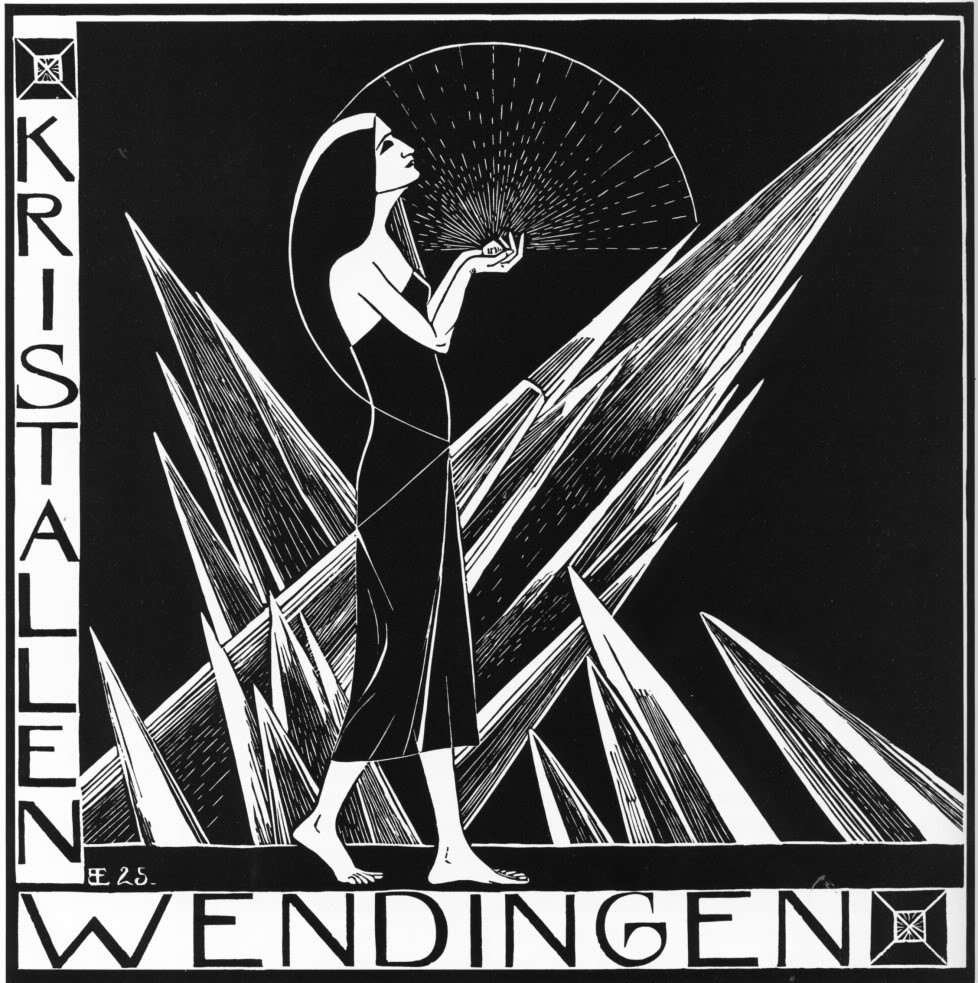
Bernard Essers (1924)
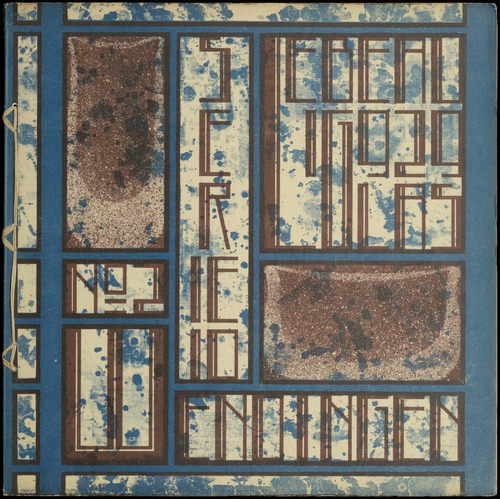
Chris Lebeau (1929)
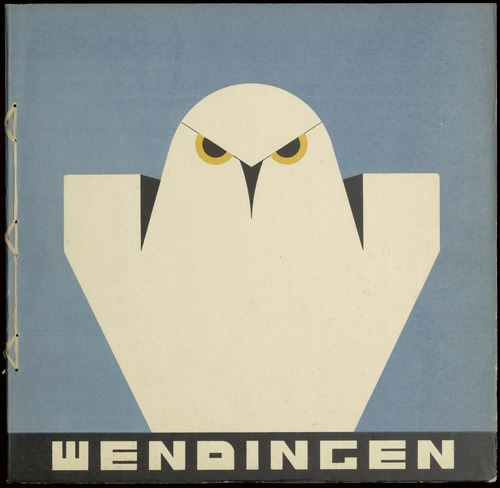
Samuel Jessurun de Mesquita (1931)